# Kalsoy
Kalsoy (dansk namnform: Kalsø) är en ö i Klaksvíks kommun i nordöstra Färöarna mellan Eysturoy och Kunoy.
Ön är 31 km² stor och på ön lugger bergen Nestindur (787 meter), Botnstindur (743 meter) och Gríslatindur (700 meter). Namnet betyder "mansön", och kontrasterar mot grannön Kunoy, som betyder "kvinnoön".

## Geografi
Västkusten på ön har klippor och den östra delen har dalar som beskyddar fyra små orter: Húsar, Mikladalur, Syðradalur och Trøllanes som tillsammans har runt 150 invånare. Orterna är sammankopplade med en bilväg som går genom fyra mörka tunnlar. 
Det finns en fyr vid Kallur, den nordligaste punkten på Kalsoy. Ön har 13 toppar, de två högsta är Nestindar (787 meter över havet) och Botnstindur (743 meter över havet).

## Blockflöjten
Ön kallas ofta för Blokfloytan av färingarna (blockflöjten) på grund av dess fem tunnlar med deras 10 öppningar och den 12 kilometer långa vägen. 
| År   | Namn                 | Längd i m | förbinder                |
| ---- | -------------------- | --------- | ------------------------ |
| 1979 | Villingadalstunnilin | 1 193     | Húsar och Mikladalur     |
| 1980 | Mikladalstunnilin    | 1 082     | Húsar och Mikladalur     |
| 1980 | Ritudalstunnilin     | 683       | Húsar och Mikladalur     |
| 1985 | Teymur í Djúpadal    | 220       | Mikladalur och Trøllanes |
| 1985 | Trøllanestunnilin    | 2 248     | Mikladalur och Trøllanes |

## Bildgalleri

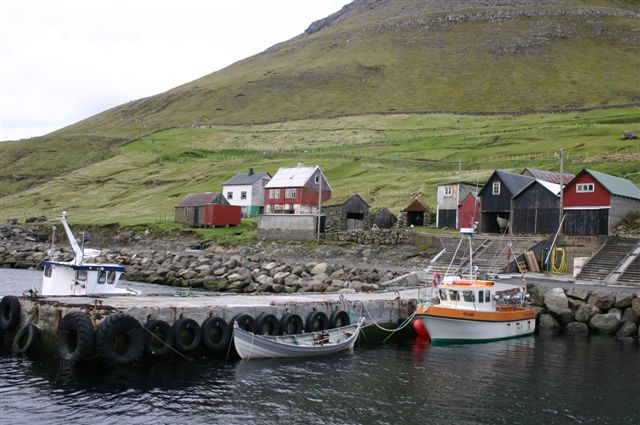
Syðradalur.
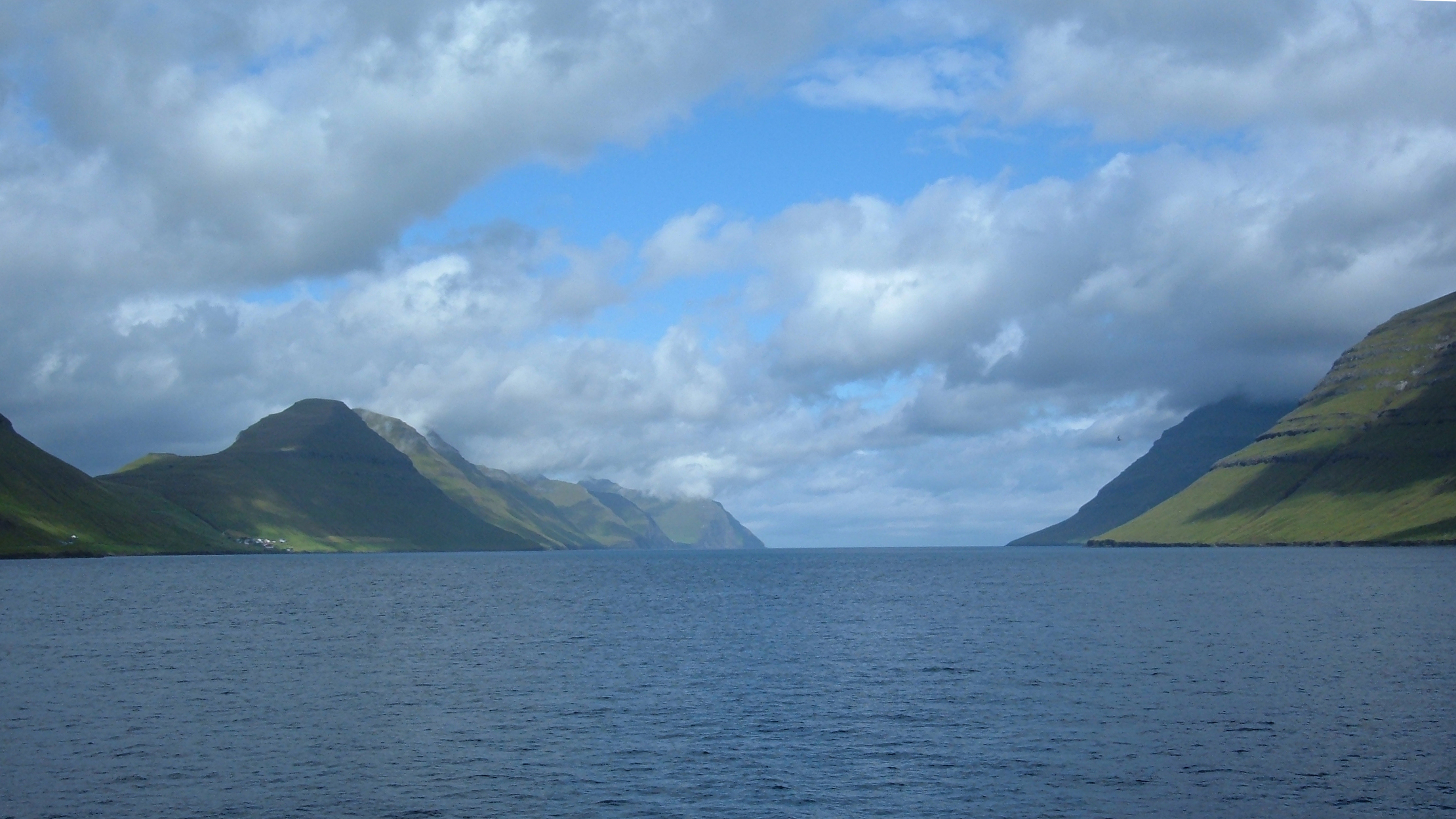
Kalsoyarfjørður.
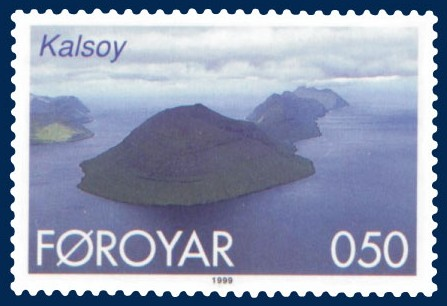
Frímärke från 1999.
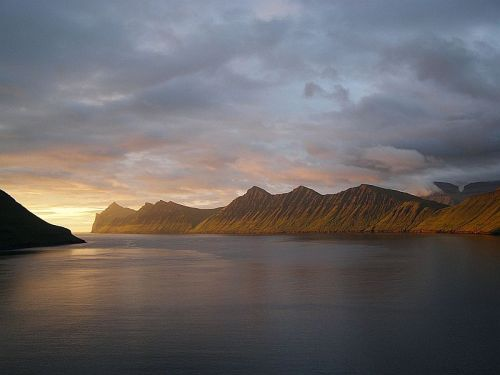
Västsidan av Kalsoy